# Hugo Porta

a Compétitions nationales et continentales officielles uniquement.

b Matchs officiels uniquement.
Dernière mise à jour le 31 mars 2011.
Hugo Porta, né le 11 septembre 1951 à Buenos Aires, est un joueur de rugby à XV argentin, évoluant au poste de demi d'ouverture. Capitaine de l'équipe d'Argentine de 1977 à 1990, il est considéré comme l'un des meilleurs joueurs de son époque et fait partie du Temple international de la renommée du rugby et du Temple de la renommée IRB.

## Biographie
Né à Buenos Aires, Hugo Porta joue d'abord au football où il excelle au point d'intéresser le club professionnel de Boca Juniors. Il poursuit finalement ses études et rejoint le rugby à XV et le club du Banco Nación, avec lequel il évolue pendant 20 ans.
Il fait ses débuts avec l'équipe d'Argentine au poste de demi d'ouverture en 1971. En 1973, après avoir battu deux fois la Roumanie à Buenos Aires, il participe à la première tournée des Pumas en Europe mais perd à Lansdowne Road et à Murrayfield contre des sélections irlandaise et écossaise. L'année suivante, il permet à son équipe nationale d'accrocher l'équipe de France en marquant 23 points lors du deuxième match de la tournée des Bleus en Argentine (défaite finale 27-31). Grâce à Hugo Porta, les Pumas réalisent leurs meilleures performances avec un match nul en 1977 contre les Français, match au cours duquel Porta marque les 18 points de son équipe, puis une victoire contre les Wallabies 24 à 13 en 1979 (dont 16 points du demi d'ouverture). En 1981, il devient le meilleur réalisateur de l'histoire en dépassant le record de 265 points du Français Jean-Pierre Romeu.
Hugo Porta est à son apogée au milieu des années 1980 : il gagne, avec l'équipe d'Argentine, en 1983 à Brisbane face aux Australiens (18-3) puis en 1985 et 1986 à Buenos Aires face à la France (24-16 et 15-13),. Entre-temps, à la fin de 1985, il obtient le match nul face aux Néo-Zélandais en marquant les 21 points de son équipe. Il mène son équipe lors de la première Coupe du monde de rugby à XV en 1987 et décide de d'arrêter sa carrière peu après celle-ci, après avoir battu une nouvelle fois l'Australie 27-19 et marqué à nouveau 23 points en novembre. Il revient en équipe nationale en 1990 pour participer à la première tournée des Argentins dans les Îles Britanniques. Hugo Porta termine sa carrière avec 593 points en 58 sélections et reste jusqu'en 2008 le meilleur marqueur de drops en sélection nationale avec 28 réalisations. Avec une carrière internationale qui s'étale sur 19 ans et 33 jours, il possède la cinquième carrière la plus longue de l'histoire du rugby international.
Après sa carrière, il est nommé ambassadeur d'Argentine en Afrique du Sud en 1991 puis ministre des sports en 1994. Il devient ensuite président de la Confederación sudamericana de rugby. Il reste encore aujourd'hui le seul argentin à faire partie du Temple international de la renommée du rugby, qu'il a intégré en 1997. En 2008, il entre dans le Temple de la renommée IRB. En 2010, il remporte l'Oscar du Midi olympique dans la catégorie Légendes étrangères.

## Palmarès
- Vainqueur du championnat de l'URBA en 1986 et 1989.

## Statistiques

### En équipe d'Argentine

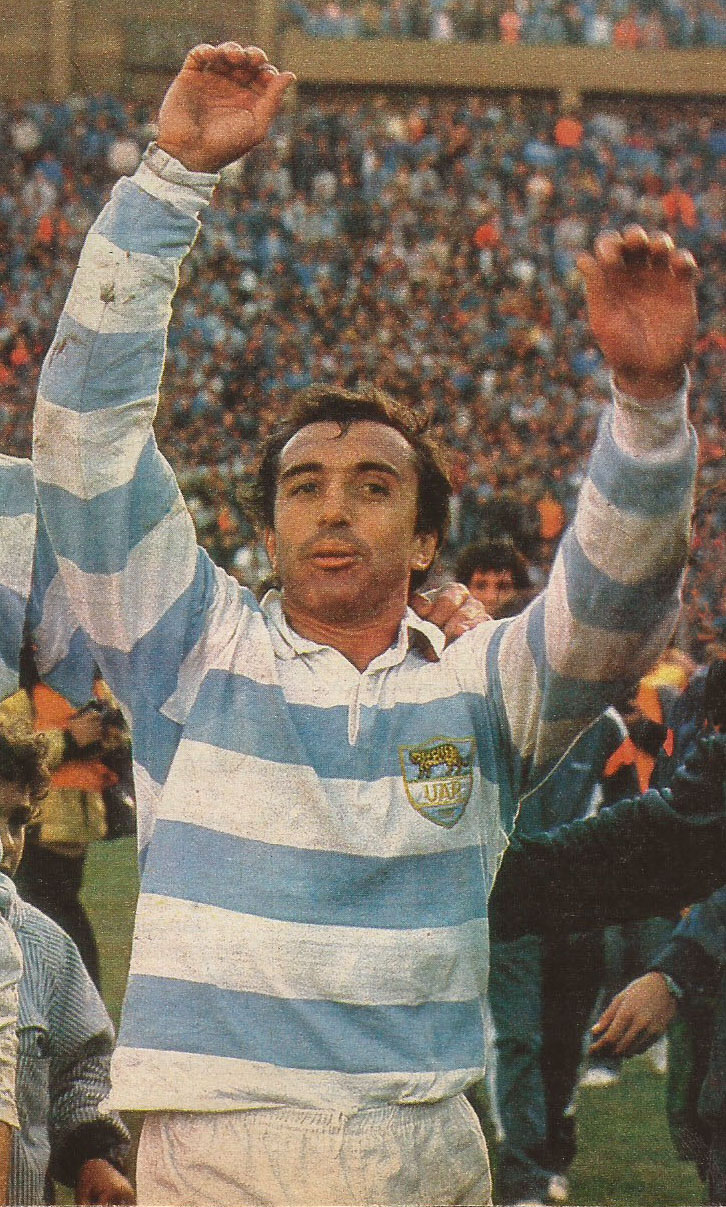
H. Porta vainqueur de l'équipe de France en test match en 1985.

- 58 sélections en équipe d'Argentine dont 34 en tant que capitaine (à partir de 1973)
- 590 points (11 essais, 84 transformations, 101 pénalités et 26 drops)
- sélections par année : 4 en 1971, 2 en 1972, 7 en 1973, 2 en 1974, 2 en 1975, 3 en 1976, 2 en 1977, 2 en 1978, 4 en 1979, 3 en 1980, 3 en 1981, 3 en 1982, 2 en 1983, 7 en 1985, 3 en 1986, 6 en 1987, 3 en 1990
- En Coupe du monde :
  - 1987 : 3 sélections (Fidji, Italie, Nouvelle-Zélande) et 33 points (3 transformations,	9 pénalités)

### Autres sélections
- 8 sélections avec l'Amérique du Sud
- 61 points (1 essais, 6 transformations, 13 pénalités et 2 drops)

## Distinction
- Olimpia de Oro en 1985 (meilleur sportif argentin).